# آرامگاه میرافضل
آرامگاه میرافضل مربوط به دوره قاجار است و در شهرستان تربت جام، بخش پایین جام، دهستان زام، روستای صیدآباد واقع شده و این اثر در تاریخ ۱۲ دی ۱۳۸۶ با شمارهٔ ثبت ۲۰۴۸۰ به‌عنوان یکی از آثار ملی ایران به ثبت رسیده است.